# Autoportrety Vincenta van Gogha
Vincent van Gogh namalował w ciągu swego życia 38 autoportretów (34 obrazy i 4 rysunki). Zbiór jego autoportretów stawia go wśród najbardziej płodnych autoportrecistów wszech czasów. Dla van Gogha malowanie portretów było metodą introspekcji, sposobem zarabiania pieniędzy i rozwoju swoich umiejętności artystycznych. Kiedy zaczął malować pierwsze portrety, jako modele posłużyli mu chłopi. Później przestawił się na malowanie pejzaży i kwiatów, przede wszystkim dlatego, że nie był w stanie zapłacić modelom. Wyjaśniał to w liście do siostry Willeminy z 1887 roku. Dlatego zaczął malować siebie samego. Ustawiczny brak pieniędzy był też powodem malowania autoportretów również i w latach następnych.

## Paryż
Pierwszy zachowany autoportret van Gogha pochodzi z 1886 roku. W Paryżu powstało najwięcej autoportretów (27 obrazów). Jeden z ostatnich namalowanych w Paryżu, Autoportret przed sztalugą nawiązuje prawdopodobnie do autoportretu Rembrandta z 1660 roku, który van Gogh widział w Luwrze.
| Autoportret | Opis |
| ----------- | --- |
|             | Autoportret w ciemnym pilśniowym kapeluszu, Paryż, wiosna 1886 (Nr kat.: F 208a, JH 1089, Muzeum Vincenta van Gogha, Amsterdam                                                                                        |
|             | Autoportret w ciemnym kapeluszu ze sztalugą, Paryż, wiosna 1886 (Nr kat.: F 181, JH 1090), Muzeum Vincenta van Gogha, Amsterdam                                                                                       |
|             | Autoportret z fajką, Paryż, wiosna 1886 (Nr kat.: F 180, JH 1194), Muzeum Vincenta van Gogha, Amsterdam |
|             | Autoportret z fajką, Paryż, wiosna 1886 (Nr kat.: F 208, JH 1195), Muzeum Vincenta van Gogha, Amsterdam |
|             | Autoportret, Paryż, jesień 1886 (Nr kat.: F 1378r, JH 1197), Muzeum Vincenta van Gogha, Amsterdam |
|             | Autoportret, Paryż, jesień 1886 (Nr kat.: F 178v, JH 1198), Kunstmuseum Den Haag, Haga |
|             | Autoportret z fajką i szklanką, Paryż, wczesny 1887 (Nr kat.: F 263a, JH 1199), Muzeum Vincenta van Gogha, Amsterdam                                                                                                  |
|             | Autoportret w szarym pilśniowym kapeluszu, Paryż, marzec-kwiecień 1887 (Nr kat.: F 296, JH 1210), Muzeum Vincenta van Gogha, Amsterdam                                                                                |
|             | Autoportret w szarym pilśniowym kapeluszu, Paryż, zima 1886/1887 (Nr kat.: F 295, JH 1211), Rijksmuseum, Amsterdam |
|             | Autoportret, Paryż, wiosna-lato 1887 (Nr kat.: F 267, JH 1224), Muzeum Vincenta van Gogha, Amsterdam |
|             | Autoportret, Paryż, wiosna 1887 (Nr kat.: F 380, JH 1225), Kröller-Müller Museum, Otterlo |
|             | Autoportret, Paryż, wiosna-lato 1887 (Nr kat.: F 356, JH 1248), Muzeum Vincenta van Gogha, Amsterdam |
|             | Autoportret, Paryż, wiosna 1887 (Nr kat.: F 345, JH 1249), Art Institute of Chicago, Chicago |
|             | Autoportret, Paryż, lato 1887 (Nr kat.: F 268, JH 1299), Wadsworth Atheneum, Hartford (Connecticut) |
|             | Autoportret w słomkowym kapeluszu z fajką, Paryż, wiosna-lato 1887 (Nr kat.: F 179v, JH 1300), Muzeum Vincenta van Gogha, Amsterdam                                                                                   |
|             | Autoportret, Paryż, lato 1887 (Nr kat.: F 269v, JH 1301), Muzeum Vincenta van Gogha, Amsterdam |
|             | Autoportret w słomkowym kapeluszu, Paryż, lato 1887 (Nr kat.: F 61v, JH 1302), Muzeum Vincenta van Gogha, Amsterdam                                                                                                   |
|             | Autoportret, Paryż, lato 1887 (Nr kat.: F 109v, JH 1303), Muzeum Vincenta van Gogha, Amsterdam |
|             | Autoportret, Paryż, lato 1887 (Nr kat.: F 77v, JH 1304), Muzeum Vincenta van Gogha, Amsterdam |
|             | Autoportret w słomkowym kapeluszu, Paryż, lato 1887 (Nr kat.: F 526, JH 1309), Detroit Institute of Arts, Detroit |
|             | Autoportret w słomkowym kapeluszu, Paryż, lato 1887 (Nr kat.: F 469, JH 1310), Muzeum Vincenta van Gogha, Amsterdam                                                                                                   |
|             | Autoportret z japońskim drzeworytem, Paryż, grudzień 1887 (Nr kat.: F 319, JH 1333), Muzeum Sztuki w Bazylei, Bazylea                                                                                                 |
|             | Autoportret, Paryż, jesień 1887 (Nr kat.: F 320, JH 1309), Musée d’Orsay, Paryż |
|             | Autoportret, Paryż, zima 1887/1888 (Nr kat.: F 366, JH 1345), Fundacja E.G. Bührlego, Zurych |
|             | Autoportret w szarym pilśniowym kapeluszu, Paryż, zima 1887/88 (Nr kat.: F 344, JH 1353), Muzeum Vincenta van Gogha, Amsterdam                                                                                        |
|             | Autoportret w słomkowym kapeluszu, Paryż, zima 1887/1888 (Nr kat.: F 365v, JH 1354), Metropolitan Museum of Art, Nowy Jork                                                                                            |
|             | Autoportret przed sztalugą, Paryż, początek 1888 (Nr kat.: F 522, JH 1356), Muzeum Vincenta van Gogha, Amsterdam |
|             | Autoportret w słomkowym kapeluszu, Paryż, marzec-kwiecień 1887 (Nr kat.: F 294, JH 1209), Muzeum Vincenta van Gogha, Amsterdam. Obraz po bliższych badaniach okazał się w rzeczywistości portretem brata artysty Theo |

## Arles
| Autoportret | Opis |
| ----------- | --- |
|             | Malarz w drodze do pracy: Vincent van Gogh w drodze do Tarascon, lipiec 1888 (F 448, JH 1491, poprzednio Kaiser-Friedrich-Museum, Magdeburg, zniszczony przez pożar podczas II wojny światowej. |
|             | Autoportret z fajką i słomkowym kapeluszem, Arles, sierpień 1888 (Nr kat.: F 524, JH 1565), Muzeum Vincenta van Gogha, Amsterdam                                                                |
|             | Autoportret (dedykowany Paulowi Gauguinowi), Arles, wrzesień 1888 (Nr kat.: F 476, JH 1581), Fogg Museum, Cambridge                                                                             |
|             | Autoportret, Arles, listopad-grudzień 1888, (Nr kat.: F 501, JH 1634), kolekcja prywatna |
|             | Autoportret z zabandażowanym uchem, Arles, styczeń 1889 (Nr kat.: F 527, JH 1657), Courtauld Gallery, Londyn                                                                                    |
|             | Autoportret z zabandażowanym uchem i fajką, Arles, styczeń 1889 (Nr kat.: F 529, JH 1658), Stavros Niarchos Collection, Londyn                                                                  |

## Saint-Rémy
W Saint-Rémy van Gogh namalował swoje 3 ostatnie autoportrety. Miało to miejsce w okresie, kiedy po kolejnym ataku choroby miał zakaz wychodzenia na zewnątrz. Na ostatnim z autoportretów, znajdującym się obecnie w Musée d’Orsay, najbardziej znanym z tych trzech i jednym z najsłynniejszych, dominującym kolorem jest jasnobłękitny; ten sam kolor został użyty zarówno dla wirującego tła jak i marynarki i kamizelki. W tym morzu błękitu głowa artysty, umieszczona e centrum obrazu, z krzaczastymi brwiami, rudą brodą i przenikliwymi, udręczonymi oczami, jawi się niczym ikona.
| Autoportret | Opis                                                                                             |
| ----------- | ------------------------------------------------------------------------------------------------ |
|             | Autoportret, wrzesień 1889 (Nr kat.: F 525, JH 1665), kolekcja prywatna                          |
|             | Autoportret, koniec sierpnia 1889 (Nr kat.: F 626, JH 1770), National Gallery of Art, Waszyngton |
|             | Autoportret, wrzesień 1889 (Nr kat.: F 627, JH 1772), Musée d’Orsay, Paryż                       |

## Falsyfikaty
Niemal w tym samym czasie, w którym został opublikowany Catalogue raisonné, jego autor, Jacob Baart de la Faille musiał przyznać, iż włączył do niego obrazy wątpliwej jakości z wątpliwych źródeł. Nieco później, w 1930 roku, odrzucił on ok. 30 dziwnych obrazów, pierwotnie włączonych do katalogu, łącznie z ok. 100 obrazami, które wykluczył wcześniej; wśród nich znaczące miejsce zajmowały Autoportrety i Słoneczniki. W 1970 roku wydawca pośmiertnego manuskryptu De la Faille'a oznaczył większość z tych wątpliwych Autoportretów jako falsyfikaty ale nie był w stanie rozstrzygnąć sporu przynajmniej co do jednego:
| Autoportret | Opis |
| ----------- | --- |
|             | Autoportret à la sztych japoński (fr. Autoportrait 'a l'éstampe japonais), znajdujący się w kolekcji Williama Goetza w Los Angeles, został włączony, pomimo iż wielu wydawców zakwestionowało jego autentyczność. |
|             | Autoportret z okaleczonym uchem (fr. Autoportrait à l'oreille mutilé, nr kat.: F 528, JH 1780). Ok. 1900 obraz znajdował się w galerii Ambroise Vollard Gallery w Paryżu (jest to najwcześniejsza data związana z pochodzeniem obrazu). W 1910 roku obraz został zakupiony w paryskiej galerii Eugene’a Blota dla Nasjonalgalleriet w Oslo i był jednomyślnie odrzucany przez dziesięciolecia przez naukowców i badaczy jako dzieło van Gogha, aż późniejsze badania dotyczące pochodzenia dzieła, przeprowadzone przez pracowników galerii, doniosły o czymś wręcz przeciwnym. Wątpliwości budzi słabe wykonanie i ekspresja twarzy. Obraz jest nadal eksponowany jako dzieło van Gogha, choć zdaniem seniora kuratora Nasjonalgalleriet Ernsta Haverkampa potrzebne są dalsze badania w celu udzielenia definitywnej odpowiedzi. Obraz ukazuje twarz naznaczoną ciężkimi kryzysami i depresją. Rysy twarzy i ubioru zostały oddane grubymi, szybkimi i krótkimi pociągnięciami pędzla. Gruby kontur odcina ostro twarz od tła oddanego przy pomocy żywych kolorów. |

## Portrety van Gogha namalowane przez innych artystów

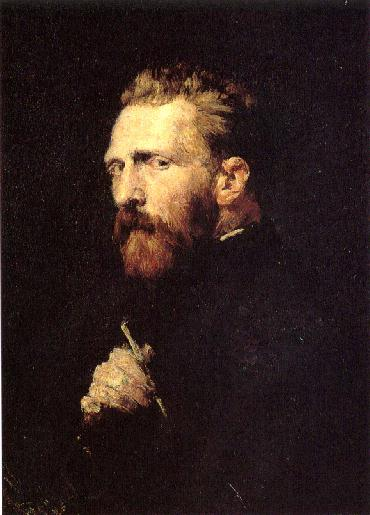
John Peter Russell, Vincent van Gogh, 1886, Muzeum Vincenta van Gogha, Amsterdam
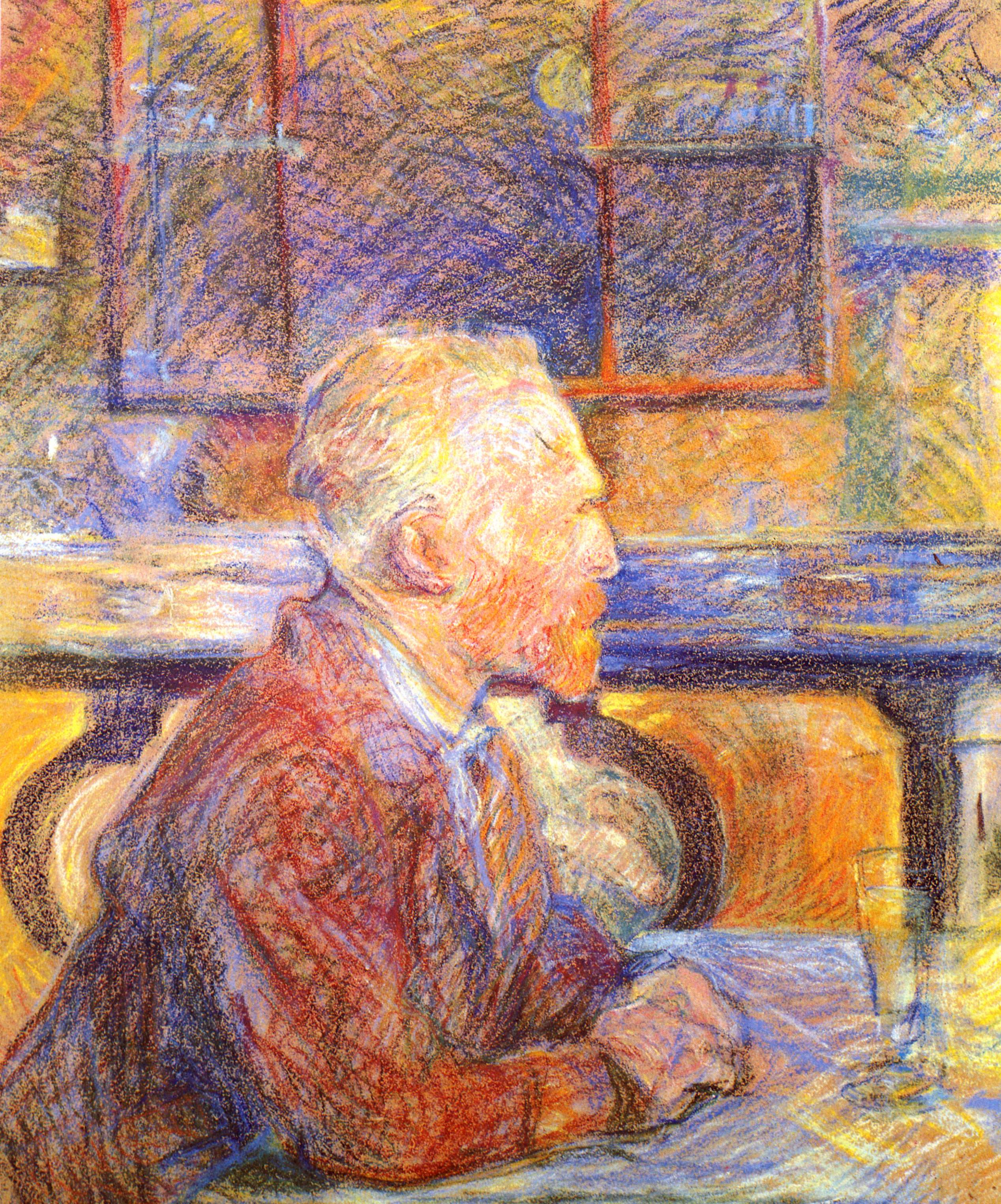
Henri de Toulouse-Lautrec, Portret Vincenta van Gogha, 1887, pastel na kartonie, Muzeum Vincenta van Gogha, Amsterdam
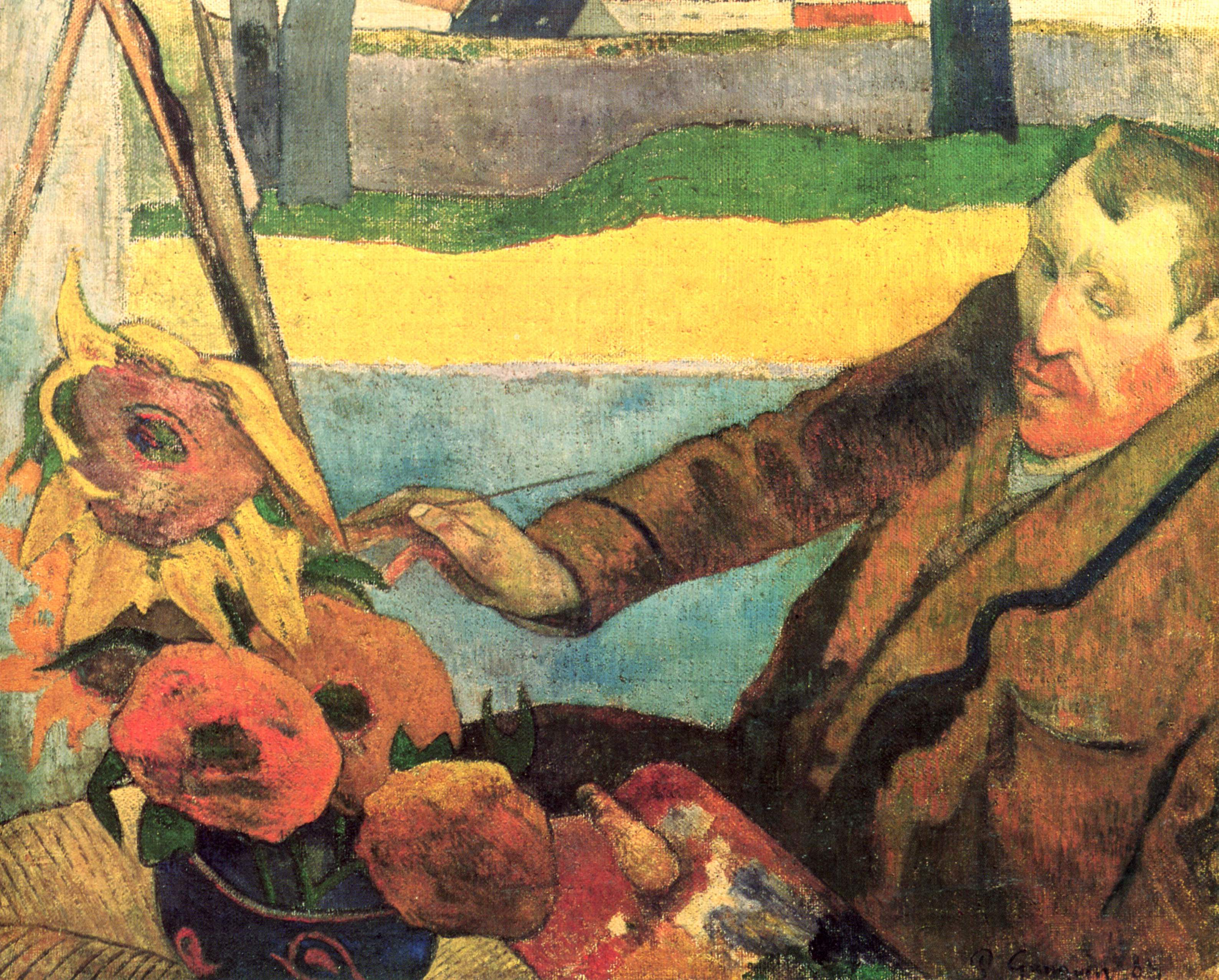
Paul Gauguin, Van Gogh malujący słoneczniki, 1888, Muzeum Vincenta van Gogha, Amsterdam